# Baby Geniuses
Baby Geniuses (Pequeños genios o Unos peques geniales), dirigida en 1999 por el director Bob Clark, es una película de comedia y de acción, clasificada PG (parental guidence) para toda la familia o supervisión parental debido al humor crudo y algunos improperios con violencia menor pero apta para todo público.
Esta película fue exitosa desde el punto de vista económico ya que generó cerca de 27 millones de dólares estadounidenses frente a los 13 millones de presupuesto.
El 3 de septiembre del 2006, la película fue clasificada con el número 29 en la Internet Movie Database, en su lista de las 100 mejores películas.[cita requerida]
Entre los efectos especiales usados en la película había CGI, empleados para sobreimponer digitalmente el movimiento de los labios de bebé, de forma similar a los usados en la película Clutch Cargo.

## Argumento
Tres científicos, la Dra. Elena Kinder (Kathleen Turner), el Dr. Heep (Christopher Lloyd), y el Profesor Harry (Nano Hugher), utilizan estudios genio-bebé para financiar el parque temático de BabyCo "Mundo Alegre". De acuerdo con la investigación de la Dra. Kinder en niños pequeños/bebés, los bebés nacen poseendo vastos conocimientos, universal y hablan un secreto aún imposible de traducir pre-lenguaje de bebé llamado Babytalk. En 2-3 años de edad, sin embargo, el conocimiento y el lenguaje se pierden como los bebés se cruzan por aprender a hablar nuestro idioma. La mayoría de los bebés criados en instalaciones de investigación subterránea de la Dra. Kinder fueron adoptados desde el orfanato Pasadena City, transformados en pequeños genios a través del uso del Método Kinder, y luego utilizado en experimentos para descifrar este secreto aún imposible de traducir el lenguaje utilizado por los 7 bebés-genios. Un niño travieso, Sylvester (el único de sus niños pequeños que se planteó a través del uso de la versión superior del Método Kinder), hace intentos de escapar del centro de investigación de la Dra. Kinder y una noche, Sylvester entra en un camión de pañales sucios y él dio resultado. A la mañana siguiente, una cosa que Sylvester no espera es encontrarse con su hermano gemelo, Whit, en un parque del centro comercial. Aunque Sylvester y Whit comparten un vínculo telepático, no tienen ni idea de la existencia del otro. Mientras los guardias del centro de investigación de la Dra. Kinder capturan a Whit, confundiéndolo con Sylvester, y lo llevan de nuevo al centro de investigación de la Dra. Kinder, Sylvester es llevado a la casa de la madre adoptiva de Whit, Robin (Kim Cattrall), quien es sobrina de la Dra. Kinder. Después de que la Dra. Kinder y los seis otros bebés-genios se sorprenden de que Whit y Sylvester cambiaron de lugar en el centro comercial, la Dra. Kinder decide hacer una evaluación transversal de Sylvester y Whit. Sin embargo, cuando llega a la casa de Dan Boggins (Peter MacNicol), se da cuenta de que Dan puede entender a los bebés. Después de los intentos de recuperar a Sylvester fallan, la Dra. Kinder decide mover el centro de investigación a Liechtenstein (también conocido como "el peor país de Europa"), y no tienen ninguna oportunidad, pero hacen que Whit se crie en este centro de investigación hasta que puedan encontrar una posible manera de conseguir que Sylvester regrese a su centro de investigación. Los bebés en el lugar de Boggins hipnotizan a Lenny (Dom DeLuise), el conductor del autobús para que conduzca a las instalaciones de investigación de la Dra. Kinder. Una vez en el centro de investigación, Sylvester va a la sala de control para ajustar los robots del parque temático a los científicos del laboratorio. Cuando los Boggins regresan a casa, su hija natural Carrie le dice a su padre que los niños están en la instalación de investigación de la Dra. Kinder. Al final de la lucha la Dra. Kinder captura a Whit y se lo lleva a la plataforma para helicópteros en el techo. Robin y Dan los persiguen a la azotea, donde la Dra. Kinder revela que ella y Robin no están relacionadas, y que Robin fue adoptada a los dos años. Después de que la Dra. Kinder es arrestada por la policía, Sylvester y Whit se juntan en el techo para cruzar. Dan y Robin adoptan a Sylvester. Y el Dr. Heep está ahora a cargo de las instalaciones de investigación de la Dra. Kinder. Dan deja de ser curioso de los secretos de la vida, pero a medida que los gemelos han cruzado ya no sabe esos secretos. Carrie, su hermana, no revela nada (sólo le da a su papá una sonrisa socarrona) porque los adultos no tienen el propósito de conocer sus secretos.